# Виноградов Олександр Павлович

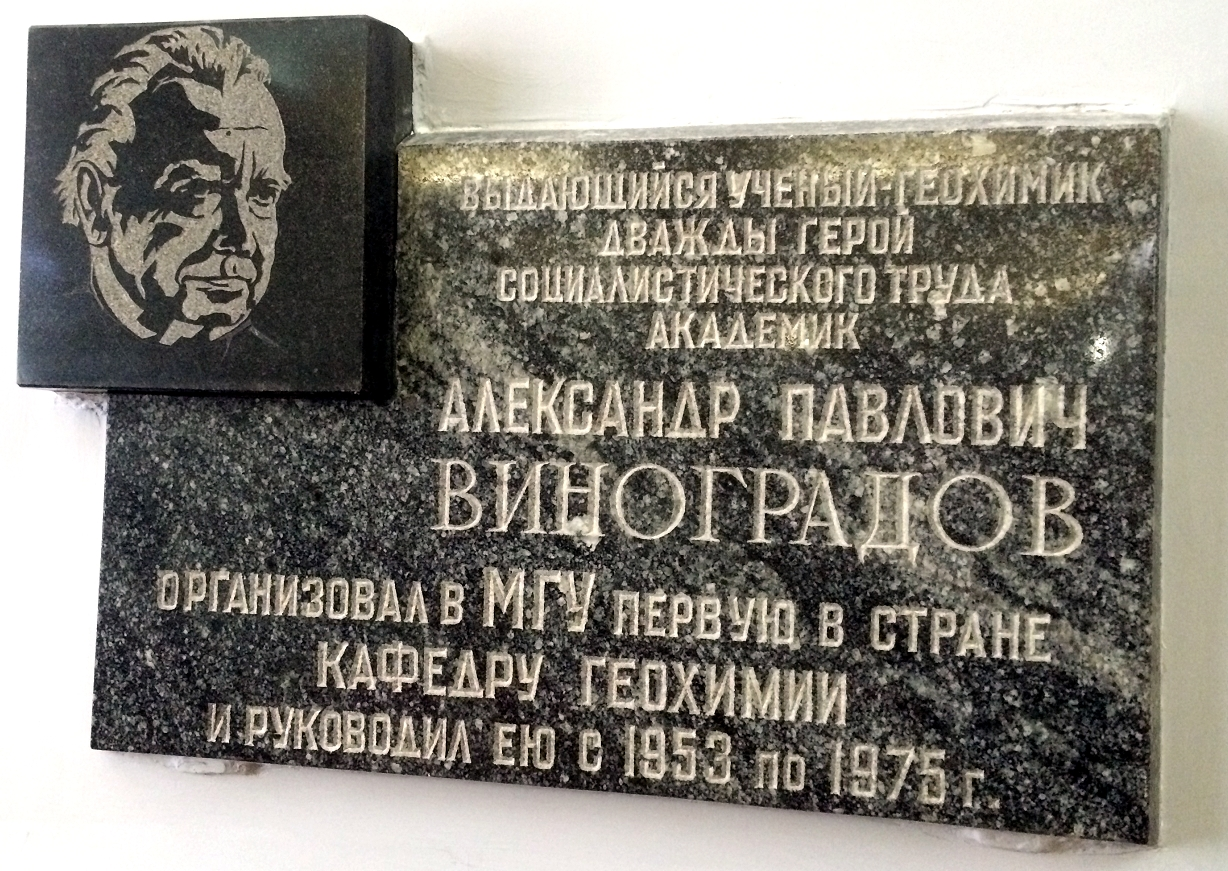
Меморіальна дошка в МДУ

Олександр Павлович Виноградов (рос. Александр Павлович Виноградов; *21 серпня 1895 — 16 листопада 1975) — радянський геохімік, академік (1953), віце-президент АН СРСР (1967 — 1975).
Народився в Петербурзі. Закінчив Військово-медичну академію (1924) і хімічний факультет Ленінградського університету (1925). У 1925 — 1928 викладав у Військово-медичній академії. У 1928—1947 працював в Лабораторії геохімічних проблем АН СРСР (з 1945 — директор). З 1947 — директор Інституту геохімії і аналітичної хімії АН СРСР. З 1953 завідував кафедрою геохімії Московського університету.
У 1934 році О. П. Виноградов переїздить з Ленінграда до Москви. 30 вересня 1943 року його обирають членом-кореспондентом АН СРСР по Відділенню хімічних наук. У 1945—1947 роках він директор Лабораторії геохімічних проблем імені В. І. Вернадського АН СРСР. У 1947 році організовує і стає керівником Інституту геохімії і аналітичної хімії імені В. І. Вернадського АН СРСР.
Як провідний фахівець СРСР в області аналітичної хімії, що заслужив в 1934 році Премію імені В. І. Леніна, був залучений до робіт зі створення атомної зброї і атомної промисловості в Радянському Союзі. Очолив роботи з аналітичного забезпечення виробництва матеріалів високого ступеня чистоти, що ділилися. Під його керівництвом були розроблені високочутливі методи аналізу.
Наукові роботи відносяться до геохімії, біогеохімії, аналітичної хімії, космохімії. Висунув гіпотезу про походження Землі. Створив в 1956 вчення про універсальний шлях утворення оболонок всіх планет в процесі виплавлення і дегазації мантії по механізму зонного плавлення. Заклав основи нового напряму геохімії в СРСР — використання ізотопного складу хімічних елементів для встановлення абсолютного віку гірських порід; виконав визначення абсолютного віку Землі і окремих її геологічних регіонів. Успішно розробляв проблеми хімії різних небесних тіл. Вивчав склад метеоритів; за даними, отриманими за допомогою космічних апаратів, встановив наявність базальтових порід на поверхні Місяця; досліджував склад атмосфери Венери; керував вивченням зразків місячного ґрунту, доставлених апаратами «Луна-16» і «Луна-20». Вніс великий внесок до розвитку геохімії земної кори і Світового океану, у вивчення хімічного складу живих організмів у зв'язку з їхньою еволюцією, в хімію і технологію чистих речовин і рідкісних елементів. Проводив радіохімічні дослідження і безпосередньо брав участь в створенні атомної промисловості в СРСР.
Член низки академій наук і наукових товариств, почесний президент Міжнародної асоціації з геохімії і космохімії.
Двічі Герой Соціалістичної Праці (1949, 1975). Премія ім. В. І. Леніна (1934), Ленінська премія (1962), три Сталінські премії СРСР (1949, 1951 — двічі), Золота медаль ім. М. В. Ломоносова АН СРСР (1974).
На честь Олександра Виноградова названо гору на Місяці та кратер на Марсі.

## Твори
- Химический элементарный состав организмов моря, части 1-3, в книге: Труды Биогеохимической лаборатории АН СССР, тома 3, 6, М. — Л., 1935-44 (исправленное и дополненное издание — The elementary chemical composition of marine organisms, New Haven, 1953)
- Геохимия редких и рассеянных химических элементов в почвах, 2 изд., М., 1957
- Химическая эволюция Земли, М., 1959
- О происхождении вещества земной коры, «Геохимия», 1961, № 1, с. 3-29
- Введение в геохимию океана, М., 1967; Химия планет, в сб.: Наука и человечество, М., 1969.